# Harran Gawaitha
Die Harran-Gawaitha-Legende handelt von der Herkunft der Mandäer aus einem verlorenen Königreich, Harran Gawaitha („innerer Harran“), das in einem Gebirge Tura d’Madai („medisches Gebirge“) verborgen sein soll. Es handelt sich dabei nicht um einen historischen Text, sondern um eine historisch-mythologische Erzählung, der selbst Rudolf Macuch, der sie als Beleg für die Herkunft der Mandäer aus Palästina nimmt, höchstens fünf Prozent historischen Wert zubilligt. Der Text ist weitgehend verworren und die biblischen Ereignisse werden überwiegend nach Mesopotamien verlegt. Die Entstehungszeit fällt aufgrund der Rolle, die die Araber im letzten Teil der Legende spielen, sowie der arabischen Namensform „Jahja“ und nicht zuletzt aufgrund der Bedeutung der Stadt Bagdad frühestens in die Zeit des abbassidischen Khalifats.

## Inhalt
Die Legende selbst beginnt mit Errichtung der Herrschaft des Königs Ardban über ein Mandäerreich im medischen Gebirge, „weil es dort keinen Weg für die jüdischen Herrscher gab“. Es folgt die Geburt Jesu, der als falscher Messias gesehen wird. Er errichtet zusammen mit seinem Bruder ein Reich auf dem Sinai. Johannes der Täufer, der stets in der arabischen Form Jahja genannt wird, wird auf dem mythischen Berg Parwan, der an anderer Stelle als in Medien befindlich erwähnt wird, geboren und wirkt in Jerusalem. Hierbei ist unklar, ob es sich tatsächlich um das Jerusalem in Palästina handelt, oder um ein Jerusalem, das sich nach dieser Legende in Babylonien an den Ufern des Schatt al-Arab befindet.
Es schließen Verfolgungen durch die Juden unter Moses an, woraufhin die Juden zerstreut werden, in einem Schilfmeerwunder den Schatt-el-Arab überqueren, Jerusalem an dessen Ufern errichtet und anschließend durch die mythische Figur Anuš-Uthra wieder zerstört wird. Die Juden in Jerusalem am Schatt-el-Arab und in Bagdad werden vernichtet. Es entsteht ein mandäisches Reich unter den Nachfahren des Ardban, das bis zum Verlust der Herrschaft an die „Hardubayē“ reicht.
Sowohl unter den Sassaniden als auch unter den Arabern schwindet der mandäische Einfluss.